# マルチユニット
マルチユニット(Multi Unit)とは、建築物の集合形態を指す用語。
以下の種類があり、MxUと総称する事がある。
- MTU (Multi Tenant Unit)
集合店舗など。
- MCU (Multi Commercial/Campus Unit)
商業施設など。あるいは大学キャンパス。
- MDU (Multi Domestic/Dwelling Unit)
集合住宅など。
- MHU (Multi Hospitality Unit)
ホテルなど。
- MPU (Multi Public Unit)
駅や空港、会議場など。